# Epinotia pusillana
Epinotia pusillana is een vlinder uit de familie bladrollers (Tortricidae). De wetenschappelijke naam is voor het eerst geldig gepubliceerd in 1863 door Peyerimhoff.
De soort komt voor in Europa.